# Syllitus heros
Syllitus heros är en skalbaggsart som beskrevs av Blackburn 1900. Syllitus heros ingår i släktet Syllitus och familjen långhorningar. Inga underarter finns listade i Catalogue of Life.